# Nikolai Orelov
Nikolai Orelov (?–1928) è un personaggio immaginario della serie di Assassin's Creed. È il protagonista del videogioco spin-off Assassin's Creed Chronicles: Russia. Appare anche nel fumetto Assassin's Creed: The Fall e Assassin's Creed: The Chain ed appartiene al ramo russo dell'ordine degli assassini.
Vissuto tra la fine del diciannovesimo e primi decenni del Ventesimo secolo, è un antenato di Daniel Cross e le sue vicende e imprese si ricollegano in alcuni punti con la storia di Desmond Miles sullo sfondo della Russia zarista e della Rivoluzione d'ottobre. Venendo in contatto con personaggi storici come Nikola Tesla e gli Zar Alessandro III di Russia e Nicola II.
In russo il suo cognome significa "Aquila", secondo una simbologia che lega all'aquila anche altri antenati di Desmond Miles, come Aquilus, Altaïr Ibn-La'Ahad, Giovanni Auditore, Ezio Auditore e Haytham Kenway.